# Colonia La Argentina (Entre Rios)
Pour les articles homonymes, voir Colonia La Argentina.
Colonia La Argentina est une localité rurale argentine située dans le département de Federación et dans la province d'Entre Ríos. Il s'agit d'un centre de population rurale avec un conseil de gouvernement de 2ème catégorie dans le district de Gualeguaycito du département de Federación, dans la province d'Entre Ríos, République d'Argentine. Il est situé à 4 km de la route nationale 14.

## Démographie et histoire
La population de la localité, c'est-à-dire à l'exclusion de la zone rurale, était de 69 personnes en 2001 et elle n'était pas considérée comme une localité lors du recensement de 1991. La population de la juridiction du conseil d'administration était de 383 habitants en 2001.
Le conseil de direction a été créé par le décret no 5319/1985 MGJE du 23 décembre 1985 et ses limites juridictionnelles ont été fixées par le décret no 1952/1987 MGJE du 23 avril 1987.
Ne disposant pas de son propre circuit électoral, elle a élu, lors des élections de 2003, 2007 et 2011, un conseil d'administration unifié avec les centres de population rurale voisins de Paraje Guayaquil et Gualeguaycito, avec lesquels elle partage un circuit électoral.
Elle possède une église catholique et des infrastructures d'assainissement.